# Андрей (Анестис)
Архиепископ Андрей (греч. Αρχιεπίσκοπος Ἀνδρέας, в миру Дими́триос Ане́стис греч. Δημήτριος Ανέστης; 24 сентября 1915, Колака, Фтиотида — 21 сентября (4) октября 2005, Афины, Греция) — епископ греческой старостильной юрисдикции ИПЦ Греции (Матфеевский синод); архиепископ Афинский и всей Эллады, Председатель «матфеевского» Синода ИПЦ Греции (1967—2005).

## Биография
Родился 24 сентября 1915 года в городе Колака Аталантис в семье благочестивых родителей Георгия и Асимины Анестис. Получил начальное образование и занимался сельским хозяйством вместе со своими родителями.
После окончания службы в армии, в 1938 году поступил в братию Спасо-Преображенского монастыря в Кувара, где находился под духовным руководством епископа Вресфенского Матфея Матфея (Карпафакиса). 1 января 1940 года был пострижен в рясофор с наречением имени Василий и в тот же день рукоположен в сан иеродиакона. 11 июля 1940 года был пострижен в великую схиму.
В началом Второй мировой войны, 15 (28) октября 1940 года вместе с 60 другими насельниками монастыря был призван в ряды действующей армии.

«Поскольку состоял диаконом, отказался взять ружие, и они посадили меня под арест в течение приблизительно одного месяца, до начала судебного процесса перед военным судом в г. Янина, за отказ носить оружие. Военный судья полковник, чрезвычайно гневавшийся на меня, считал меня хилиастом (свидетелем Иеговы). На своей защите, я сам объяснил, что не желаю брать ружья, ибо являюсь священнослужителем, но что добровольно пойду на линию фронта, единственно со своим Крестом. Мое объяснение удовлетворило суд и меня признали невиновным.»— Житие Архиепископа Афин и Всея Греции Андрея
5 июля 1941 года в часовне Святой Троицы, в Богородичном монастыре в Кератее епископом Матфеем был рукоположен в сан иеромонаха с наречением нового имени — Афанасий. 1 мая 1942 года назначен духовником монастыря. В качестве служащего священника обслуживал приходы в городах: Фивы, Агии Анаргирос, Лариса, в основном Пелопоннес, Аргос, Парфенио, Триполи и Спарту.
13 сентября 1948 года в храме святого Илии пророка, в Спасо-Преображенском монастыре митрополитом Матфеем и епископом Тримифунским Спиридоном был рукоположен в сан епископа Патрского с наречением имени Андрей.
С 1 ноября 1950 по 18 сентября 1951 годов находился в заключении в тюрьме Хаджикоста. После освобождения вернулся в монастырь в Кератею, продолжая исполнять духовнические обязанности мужского и женского монастырей.
В 1967 году Священным Синодом Истинно-православной церкви Греции был избран Архиепископом Афинским. За неделю до своей кончины подписал документы о передаче всего имущества двух монастырей, записанных на его имя, митрополиту Фивскому Андрею (Сиросу).
Скончался в 4 часа утра 21 сентября (4) октября 2005 года в больнице и был погребён на архиерейском кладбище в Свято-Введенском женском монастыре Панагии Пефковунойатриссы.